# Энхолт, Кристиен
Кристиен Энхолт (англ. Christien Anholt, Кристиен Энхолт; род. 25 февраля 1971, Лондон, Великобритания) — британский актёр.
Первая же роль — Ганс в фильме «Воссоединение» режиссёра Джерри Шацберга принесла начинающему актёру премию Каннского кинофестиваля 1989 года в категории «Лучший актер».
Через некоторое время автор сценария «Воссоединения» Гарольд Пинтер предложил Анхольту роли ещё в двух кинопостановках своих пьес.
В 1990 году Анхольт снялся в фильме Франко Дзеффирелли «Гамлет» с Мелом Гибсоном в главной роли.
В 1997 году был номинирован на премию Женевского кинофестиваля за роль в немецком фильме «Арфист».
Кроме того, он снимался в британском независимом кино, в фильмах «Аппетит» и «Проповедь извращенцу» и в телесериале «Охотники за древностями» вместе с Тиа Каррере и Линди Бут, а также в сериале "Отец Браун (телесериал, 2013)" (12-й сезон, 4-я серия).